# Жаке Берхемский
Жаке́ Бе́рхемский, Жак Берхемский (фр. Jacquet, Jachet, Giachet  de Berchem, итал. Jachetto Berchem; около 1505, Берхем — 1567, Монополи) — франко-фламандский композитор, работавший в Италии.

## Очерк биографии и творчества
Родился, вероятно, в небольшом городе Берхем (ныне пригород Антверпена). О раннем музыкальном образовании Жаке ничего неизвестно. В 1530-е годы, возможно, по протекции А. Вилларта, переехал в Венецию. В 1546—1550 годах — капельмейстер кафедрального собора в Вероне. Последние годы жизни провёл в Апулии, в г. Монополи.
Основной творческий вклад Жаке внёс в развитие жанра мадригала, которых (на стихи Ф. Петрарки, Л. Танзилло, Л. Кассолы, анонимных поэтов) он написал более 80. Первая книга 5-голосных мадригалов Жаке была опубликована в Венеции в 1538 году, за ней последовала книга 4-голосных мадригалов, опубликованная в 1555 году также в Венеции. Третья крупная публикация (Венеция, 1561) представляет собой экспериментальный цикл 4-голосных мадригалов на избранные стихи поэмы Л. Ариосто «Неистовый Орландо» и носит авторское обозначение «каприччио» (итал. capriccio) — предположительно, первое в истории использование этого слова в качестве музыкального термина. В ранних мадригалах Жаке широко применял имитационную полифонию в стилистике франко-фламандской школы и распевал текст мелизматически. В поздних (преимущественно чнтырёхголосных) мадригалах чаще использовал моноритмическую («аккордовую») фактуру и силлабику, а в верхнем голосе внедрял ритмическую диминуцию в духе модной тогда техники note nere.
Кроме мадригалов сохранились две мессы, девять мотетов и девять французских шансон. Популярный у современных хористов мотет «O Jesu Christe», который часто приписывают Жаке Берхемскому, в действительности принадлежит Жаке Мантуанскому.

## Рецепция
Франсуа Рабле включил Жаке Берхемского (Iacquet Bercan) в свой первый список знаменитых композиторов (в прологе к 4-й книге романа «Гаргантюа и Пантагрюэль», 1552). О популярности мадригалов «O s’io potessi donna» и «Con lei foss’io» Жаке свидетельствуют несколько их интабуляций XVI—XVII веков.